# Malaltia de tumors facials del diable de Tasmània
La malaltia de tumors facials del diable de Tasmània és un càncer parasitari transmissible que afecta els diables de Tasmània. El primer "cas oficial" fou descrit el 1995 a Austràlia.
Al llarg de la dècada següent, la malaltia devastà els diables salvatges de Tasmània, i les estimacions del seu declivi van des d'un 20% fins a un 50% de la població de diables, a més del 65% del territori de l'estat. Les poblacions altament denses afectades pateixen una mortalitat de fins al 100% en 12-18 mesos. La malaltia s'ha concentrat principalment a la meitat oriental de Tasmània.
Els signes visibles de la malaltia comencen amb lesions i bonys al voltant de la boca. Aquests símptomes es desenvolupen en tumors cancerosos que poden estendre's de la cara a la resta del cos. Els tumors interfereixen amb l'alimentació, i l'animal malalt pot morir-se de fam.

## Característiques
Utilitzant cultius de teixits cancerosos per a estudiar la malaltia, els investigadors han identificat el càncer com un tumor neuroendocrí, i totes les cèl·lules canceroses tenen un rearranjament cromosòmic idèntic. Inicialment es pensà que un virus era la causa de la malaltia, però no es trobà cap prova d'aquest virus en les cèl·lules. També es valorà la possibilitat que es degués a toxines ambientals. Tanmateix, la idea que les cèl·lules canceroses en si són un agent infecciós resultà ser correcta; la malaltia es transmet per mossegades, alimentació del mateix materal, i aparellaments agressius. La confirmació final d'això vingué quan la investigadora Anne-Maree Pearse i col·laboradors descobriren que un animal infectat tenia una anormalitat cromosòmica a les cèl·lules no tumorals que no existia a les cèl·lules tumorals, cosa que demostrava que les cèl·lules tumorals no podrien descendir de les cèl·lules pròpies de l'animal. Pearse creu que això podria resultar ser vital per a la supervivència dels diables. Des del juny del 2005 s'han trobat tres femelles que són parcialment resistents a la malaltia.
Més investigacions de la Universitat de Sydney han mostrat que aquest càncer facial infecciós podria ser capaç d'escampar-se degut a la diversitat genètica tan baixa dels gens immunitaris dels diables (MHC classe I i II.) Els mateixos gens també es troben als tumors, de manera que el sistema immunitari no reconeix les cèl·lules tumorals com a alienes. Hi ha com a mínim nou soques diferents del càncer, cosa que demostra que està evolucionant i que podria esdevenir més virulent. Les soques també podrien complicar els intents de desenvolupar una vacuna, i la mutació del càncer també implica que podria estendre's a altres espècies properes, com ara els gats marsupials.
Les cèl·lules dels diables de Tasmània tenen catorze cromosomes, mentre que les cèl·lules tumorals en tenen tretze. Les cèl·lules del càncer tenen unes anomalies del cariotip semblants a les del sarcoma de Sticker (CTVT), un càncer caní que s'estén d'un gos a l'altre per contacte físic.

## Esforç de conservació
En resposta a l'impacte de la malaltia sobre les poblacions de diables de Tasmània, s'han portat quaranta-set diables a parcs naturals del continent australià en un intent de preservar la diversitat genètica de l'espècie. La península de Tasman està sent considerada com una possible "àrea neta", controlant l'únic i estret punt d'accés amb barreres físiques. El Ministeri d'Indústries Primàries i Aigua de Tasmània està experimentant amb el sacrifici d'animals infectats, amb alguns indicis d'èxit.